# Paula Prentiss
Paula Prentiss (leánykori nevén Ragusa) (San Antonio, 1938. március 4. –) Primetime Emmy-díjra jelölt amerikai színésznő.
Filmszereplései közé tartozik az Ahol a fiúk vannak (1960), a Mi újság, cicamica? (1965), A 22-es csapdája (1970), A Parallax-terv (1974) és A stepfordi feleségek (1975).
1967 és 1968 között férjével, Richard Benjaminnal a He & She című szituációs komédia főszereplője volt. Alakítását 1968-ban Primetime Emmy-jelöléssel honorálták.

## Filmográfia

### Film
| Év   | Magyar cím                | Eredeti cím                                   | Szerep                     | Magyar hang        |
| ---- | ------------------------- | --------------------------------------------- | -------------------------- | ------------------ |
| 1960 | Ahol a fiúk vannak        | Where the Boys Are                            | Tuggle Carpenter           |                    |
| 1961 | A nászutasgép             | The Honeymoon Machine                         | Pam Dunstan                |                    |
| 1961 | Agglegény a paradicsomban | Bachelor in Paradise                          | Linda Delavane             |                    |
| 1962 |                           | The Horizontal Lieutenant                     | Molly Blue hadnagy         |                    |
| 1963 |                           | Follow the Boys                               | Toni Denham                |                    |
| 1964 | A férfi kedvenc sportja   | Man's Favorite Sport?                         | Abigail Page               | Almási Éva         |
| 1964 | Henry Orient világa       | The World of Henry Orient                     | Stella Dunnworthy          |                    |
| 1964 |                           | Looking for Love                              | Paula Prentiss             |                    |
| 1965 | Szemben az árral          | In Harm's Way                                 | Beverly McConnell          |                    |
| 1965 | Mi újság, cicamica?       | What's New Pussycat?                          | Liz Bien                   | Kovács Nóra        |
| 1965 | Mi újság, cicamica?       | What's New Pussycat?                          | Liz Bien                   | Borbás Gabi        |
| 1970 | A 22-es csapdája          | Catch-22                                      | Duckett nővér              | Zsíros Ágnes       |
| 1970 |                           | Move                                          | Dolly Jaffe                |                    |
| 1971 | Győzelemre született      | Born to Win                                   | Veronica                   | Menszátor Magdolna |
| 1972 | Az utolsó félrelépés      | Last of the Red Hot Lovers                    | Bobbi Michele              |                    |
| 1974 | Kattant Joe               | Crazy Joe                                     | Anne                       |                    |
| 1974 | A Parallax-terv           | The Parallax View                             | Lee Carter                 |                    |
| 1975 | A stepfordi feleségek     | The Stepford Wives                            | Bobbie Markowe             |                    |
| 1980 |                           | The Black Marble                              | Natalie Zimmerman őrmester |                    |
| 1981 |                           | Saturday the 14th                             | Mary Hyatt                 |                    |
| 1981 | Haver, haver              | Buddy Buddy                                   | Celia Clooney              | Tóth Judit         |
| 1996 | Árnyékfeleség             | Mrs. Winterbourne                             | Allmeyer nővér             |                    |
| 2007 |                           | Hard Four                                     | Sweet Cherrie              |                    |
| 2016 |                           | I Am the Pretty Thing That Lives in the House | Iris Blum                  |                    |

### Televízió

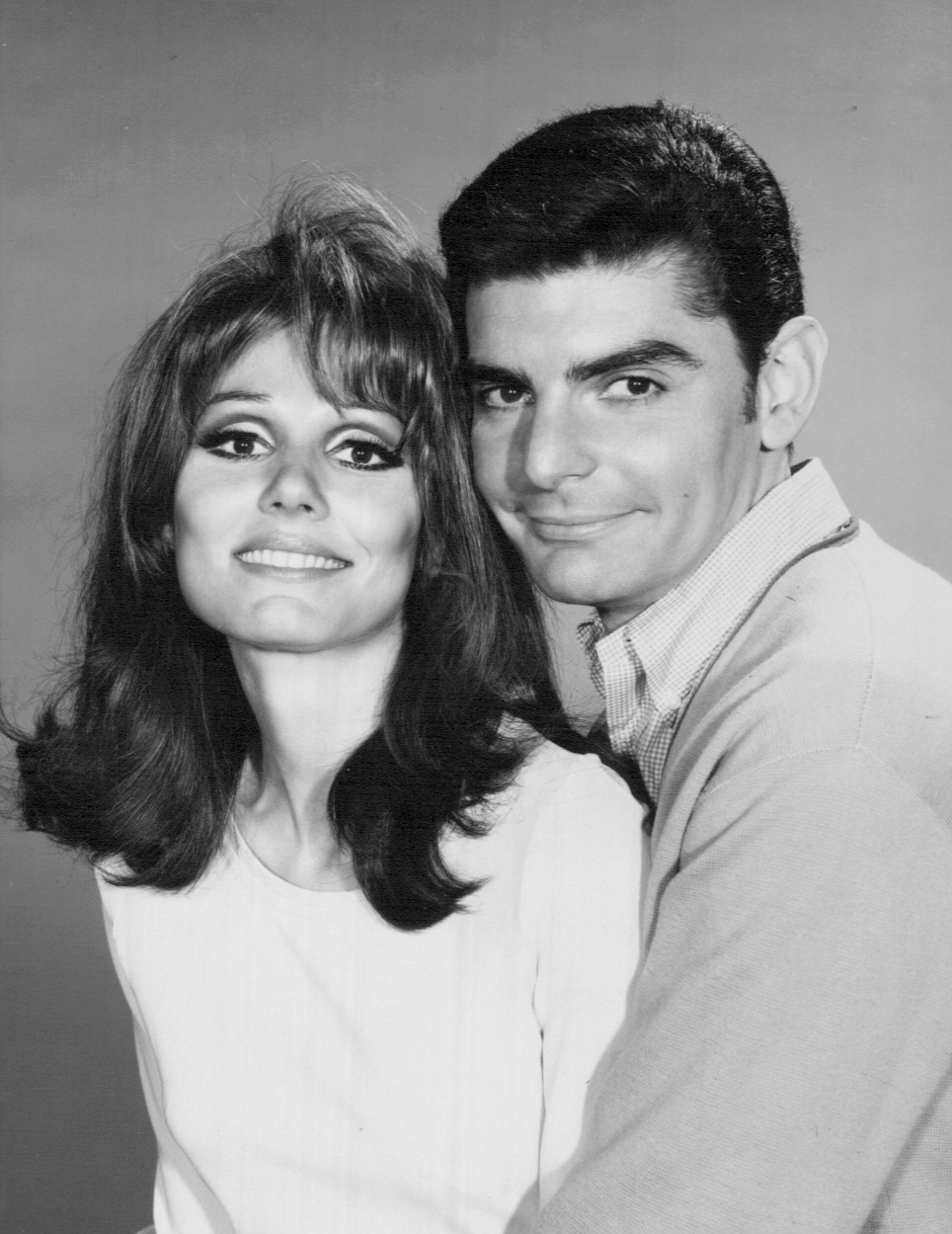
Férjével, Richard Benjaminnal a He & She című sorozatban (1967)

| Év      | Cím                                     | Szerep                | Megjegyzések                       |
| ------- | --------------------------------------- | --------------------- | ---------------------------------- |
| 1963    | 77 Sunset Strip                         | modell                | 1 epizód (stáblistán nem szerepel) |
| 1967–68 | He & She                                | Paula Hollister       | főszereplő (26 epizód)             |
| 1972    | The Couple Takes a Wife                 | Barbara Hamilton      | tévéfilm                           |
| 1977    | No Room to Run                          | Terry McKenna         | tévéfilm                           |
| 1977    | Having Babies II                        | Trish Canfield        | tévéfilm                           |
| 1979    | Friendships, Secrets and Lies           | Sandy                 | tévéfilm                           |
| 1980    | Top of the Hill                         | Norma Ellsworth Cully | tévéfilm                           |
| 1981    | Mr. and Mrs. Dracula                    | Sonia Dracula         | próbaepizód, nem mutatták be       |
| 1983    | Packin' It In                           | Dianne Webber         | tévéfilm                           |
| 1983    | M.A.D.D.: Mothers Against Drunk Drivers | Lynne Wiley           | tévéfilm                           |
| 1992    | Gyilkos sorok (Murder, She Wrote)       | Leonora Holt          | 1 epizód                           |
| 1995    | Burke's Law                             | Carla Martinet        | 1 epizód                           |

## Fordítás
- Ez a szócikk részben vagy egészben  a   Paula Prentiss című angol Wikipédia-szócikk fordításán alapul.  Az eredeti cikk szerkesztőit annak laptörténete sorolja fel. Ez a jelzés csupán a megfogalmazás eredetét és a szerzői jogokat jelzi, nem szolgál a cikkben szereplő információk forrásmegjelöléseként.